# Rantechaux
Rantechaux is een plaats en voormalige gemeente in het Franse departement Doubs in de regio Bourgogne-Franche-Comté en telt 193 inwoners (2004).
Op 1 januari 2016 fuseerden de gemeenten van het gemeentelijk samenwerkingsverband communauté de communes des Premiers Sapins tot de gemeente Les Premiers-Sapins. Deze gemeente maakt deel uit van het arrondissement Pontarlier.

## Geografie
De oppervlakte van Rantechaux bedraagt 5,6 km², de bevolkingsdichtheid is 34,5 inwoners per km².
De onderstaande kaart toont de ligging van Rantechaux met de belangrijkste infrastructuur en aangrenzende gemeenten.

## Demografie
Onderstaande figuur toont het verloop van het inwonertal.
Athose · Chasnans · Hautepierre-le-Châtelet · Nods · Rantechaux · Vanclans